# السحتريين (السحتريين)
السحتريين هي إحدى مشيخات المملكة المغربية، تتبع جغرافيا لإقليم تطوان وإداريًا لالسحتريين. يقدر عدد سكانها بـ 7402 نسمة حسب الإحصاء الرسمي للسكان والسكنى لسنة 2004.